# Abby Dahlkemper
Abigail Lynn Dahlkemper (Lancaster, Pensilvania, Estados Unidos; 13 de mayo de 1993) es una futbolista estadounidense. Juega como defensa en el Bay Football Club y en la Selección de Estados Unidos.

## Trayectoria
Dahlkemper pasó a formar parte del North Carolina Courage en 2017 luego de que el Western New York Flash fuera vendido a los dueños del North Carolina FC. En 2017, jugó todos los partidos de la temporada, ganó con el Courage el NWSL Shield y fue incluida en el Mejor Once de la NWSL.

## Estadísticas

### Clubes
| Club                     | País           | Año             |
| ------------------------ | -------------- | --------------- |
| Pali Blues               | Estados Unidos | 2013            |
| Los Angeles Blues        | Estados Unidos | 2014            |
| Western New York Flash   | Estados Unidos | 2015 - 2016     |
| Adelaide United (cedida) | Australia      | 2015 - 2016     |
| North Carolina Courage   | Estados Unidos | 2017 - 2020     |
| Manchester City          | Inglaterra     | 2021            |
| Houston Dash             | Estados Unidos | 2021            |
| San Diego Wave           | Estados Unidos | 2022 - 2024     |
| Bay Football Club        | Estados Unidos | 2024 - presente |

## Palmarés

### Títulos nacionales
| Título                         | Club                   | País           | Año  |
| ------------------------------ | ---------------------- | -------------- | ---- |
| National Women's Soccer League | Western New York Flash | Estados Unidos | 2016 |
| National Women's Soccer League | North Carolina Courage | Estados Unidos | 2018 |
| National Women's Soccer League | North Carolina Courage | Estados Unidos | 2019 |

### Títulos internacionales
| Título                           | Equipo         | Sede           | Año  |
| -------------------------------- | -------------- | -------------- | ---- |
| Copa SheBelieves                 | Estados Unidos | Estados Unidos | 2018 |
| Torneo de Naciones               | Estados Unidos | Estados Unidos | 2018 |
| Premundial Femenino Concacaf     | Estados Unidos | Estados Unidos | 2018 |
| Copa Mundial Femenina de Fútbol  | Estados Unidos | Francia        | 2019 |
| Preolímpico Femenino de Concacaf | Estados Unidos | Estados Unidos | 2020 |
| Copa SheBelieves                 | Estados Unidos | Estados Unidos | 2020 |
| Juegos Olímpicos                 | Estados Unidos | Tokio          | 2020 |

### Distinciones individuales
| Distinción                   | Año  |
| ---------------------------- | ---- |
| Defensora del Año de la NWSL | 2017 |
| Mejor Once de la NWSL        | 2017 |
| Mejor Once de la NWSL        | 2018 |
| Mejor Once de la NWSL        | 2019 |